# 西大門駅 (朝鮮総督府鉄道)
西大門駅（せいだいもんえき、ソデムンえき）は、京畿道京城府西大門区（現在の大韓民国ソウル特別市中区）にかつて存在した朝鮮総督府鉄道（鮮鉄）の駅である。
南大門駅（後の京城駅、現：ソウル駅）の北側に、京仁線の始・終着駅として開設され、後に京釜線列車の起点となった。しかし、後の京義線のルート変更に合わせて、南大門駅をターミナル駅とすることになったため、当駅は1919年に廃止された。
現在は、駅のあった場所に「西大門停車場跡」という記念碑が建てられている。

## 沿革
- 1900年7月8日 - 京仁線開通により京城駅 (경성역) の駅名で開業。これにより、京仁線の始・終着駅となる[1]。
- 1905年1月1日 - 京釜線の開通で当駅が京釜線の始・終着駅となる。
- 1905年3月27日 - 西大門駅 (서대문역) に改称[2]。
- 1919年3月31日 - 廃止。